# Jan Crell
Jan Crell, Johannes Crell, Crellius (ur. 26 lipca 1590 w Hellmitzheim, Kitzingen, we Frankonii, zm. 11 maja 1633 w Rakowie) – teolog, duchowny i pisarz braci polskich.

## Życiorys
Był synem pastora luterańskiego. Studiował filologię i filozofię na uniwersytecie w Altdorfie. W 1612 roku osiadł w Polsce, dokąd uciekł przed prześladowaniami. Był wykładowcą greki na Akademii Rakowskiej, zaś w latach 1616–1621 rektorem tej uczelni. Od 1622 roku służył jako minister zboru braci polskich w Rakowie.
Kazania wygłaszał po łacinie i po polsku.
Miał sześcioro dzieci. Jego syn Krzysztof Crell-Spinowski, podobnie jak wnukowie Samuel i Paweł w Kosinowie oraz prawnukowie w Stanach Zjednoczonych kontynuowali propagowanie teologii braci polskich.

## Opracowania Crella
- Prima ethices elementa wyd. 1635 (Podręcznik etyki).
- C. Vindiciae pro religionis liberate wyd. 1637 (Traktat „O wolność sumienia”).
- Pisma i opracowania wydane w ramach Bibliotheca Fratrum Polonorum (Zbiorowe wydanie dzieł braci polskich w Amsterdamie W latach 1668–1692).